# Naltar
Der Naltar ist ein rechter Nebenfluss des Hunza im pakistanischen Sonderterritorium Gilgit-Baltistan.
Der Naltar entsteht am Gletschermaul des Shanigletschers. Er fließt in südöstlicher Richtung durch den äußersten Westen des Karakorum. Der Fluss ist namensgebend für das Naltartal, das er durchfließt. Das Tal wird im Osten von einer Bergkette mit den Gipfeln Chari Khand, Mehrbani Peak und Snow Dome flankiert. Im Westen erhebt sich der Shani Peak. Die unteren 28 km folgt eine Stichstraße dem Flusslauf. Der Naltar mündet schließlich oberhalb der Ortschaft Nomal in den Hunza, 20 km oberhalb dessen Mündung in den Gilgit.
Der Naltar hat eine Länge von 35 km.